# Campeonato femenino de la WAFF
El Campeonato Femenino de la WAFF (en inglés, WAFF Women's Championship) es el torneo de fútbol femenino a nivel de selecciones nacionales de Asia Occidental. El evento es organizado por la Federación de Fútbol del Oeste de Asia (WAFF). Por lo general, se celebra cada dos años, pero ocasionalmente a intervalos más largos.

## Palmarés
| Año          | Sede                   | Campeón                | Final Resultado | Subcampeón | Tercer lugar | Resultado      | Cuarto lugar           |
| ------------ | ---------------------- | ---------------------- | --------------- | ---------- | ------------ | -------------- | ---------------------- |
| 2005 Detalle | Jordania               | Jordania               | liga            | Irán       | Siria        | liga           | Baréin                 |
| 2007 Detalle | Jordania               | Jordania               | liga            | Irán       | Líbano       | liga           | Siria                  |
| 2010 Detalle | Emiratos Árabes Unidos | Emiratos Árabes Unidos | 1:0             | Jordania   | Baréin       | 3:0            | Palestina              |
| 2011 Detalle | Emiratos Árabes Unidos | Emiratos Árabes Unidos | 2:2 (6-5 pen.)  | Irán       | Baréin       | 0:0 (4-3 pen.) | Jordania               |
| 2014 Detalle | Jordania               | Jordania               | liga            | Palestina  | Baréin       | liga           | Catar                  |
| 2019 Detalle | Baréin                 | Jordania               | liga            | Baréin     | Líbano       | liga           | Emiratos Árabes Unidos |
| 2022 Detalle | Jordania               | Jordania               | liga            | Líbano     | Siria        | liga           | Palestina              |
| 2024 Detalle | Arabia Saudita         | Jordania               | 2:2 (5-3 pen.)  | Nepal      | Palestina    | No se disputó  | Líbano                 |

## Título por país
En la siguiente tabla se encuentran los equipos que han estado entre los cuatro mejores de alguna edición del torneo.
 En cursiva se indica el torneo en el que el seleccionado fue local.
| Equipo                 | Campeón                                | Subcampeón           | Tercer lugar         | Cuarto lugar   |
| ---------------------- | -------------------------------------- | -------------------- | -------------------- | -------------- |
| Jordania               | 6 (2005, 2007, 2014, 2019, 2022, 2024) | 1 (2010)             |                      | 1 (2011)       |
| Emiratos Árabes Unidos | 2 (2010, 2011)                         |                      |                      | 1 (2019)       |
| Irán                   |                                        | 3 (2005, 2007, 2011) |                      |                |
| Baréin                 |                                        | 1 (2019)             | 3 (2010, 2011, 2014) | 1 (2005)       |
| Palestina              |                                        | 1 (2014)             | 1 (2024)             | 2 (2010, 2022) |
| Líbano                 |                                        | 1 (2022)             | 3 (2007, 2019, 2024) |                |
| Siria                  |                                        |                      | 2 (2005, 2022)       | 1 (2007)       |
| Catar                  |                                        |                      |                      | 1 (2014)       |
| Nepal                  |                                        | 1 (2024)             |                      |                |

## Tabla general
Actualizado a la edición 2024.
| Equipo | Equipo                 | Part. | Pts | PJ | PG | PE | PP | GF  | GC | Dif  |
| ------ | ---------------------- | ----- | --- | -- | -- | -- | -- | --- | -- | ---- |
| 1      | Jordania               | 8     | 81  | 31 | 26 | 3  | 2  | 130 | 17 | +113 |
| 2      | Irán                   | 4     | 28  | 14 | 9  | 1  | 4  | 58  | 15 | +43  |
| 3      | Baréin                 | 5     | 25  | 20 | 7  | 4  | 9  | 46  | 48 | -2   |
| 4      | Emiratos Árabes Unidos | 3     | 24  | 13 | 7  | 3  | 3  | 36  | 15 | +21  |
| 5      | Líbano                 | 5     | 24  | 17 | 8  | 0  | 9  | 34  | 38 | -4   |
| 6      | Palestina              | 7     | 21  | 25 | 6  | 3  | 16 | 37  | 92 | -55  |
| 7      | Nepal                  | 1     | 12  | 5  | 4  | 1  | 0  | 17  | 4  | +13  |
| 8      | Siria                  | 5     | 10  | 16 | 3  | 1  | 12 | 15  | 65 | -50  |
| 9      | Guam                   | 1     | 3   | 3  | 1  | 0  | 2  | 5   | 7  | -2   |
| 10     | Arabia Saudita         | 1     | 0   | 3  | 0  | 0  | 3  | 3   | 8  | -5   |
| 11     | Catar                  | 1     | 0   | 3  | 0  | 0  | 3  | 2   | 19 | -17  |
| 12     | Kuwait                 | 1     | 0   | 2  | 0  | 0  | 2  | 0   | 24 | -24  |
| 13     | Irak                   | 2     | 0   | 5  | 0  | 0  | 5  | 0   | 30 | -30  |

## Goleadoras
| Año  | Jugador        | Equipo   | Goles |
| ---- | -------------- | -------- | ----- |
| 2005 | ?              | ?        | ?     |
| 2007 | ?              | ?        | ?     |
| 2010 | ?              | ?        | ?     |
| 2011 | Reem Al Hashmi | Baréin   | 13    |
| 2014 | Abeer Al-Nahar | Jordania | 4     |
| 2019 | Raya Hina      | Jordania | 5     |